# Осада Чембало
Осада Чембало — эпизод войны между Генуэзской республикой и княжеством Феодоро в союзе с Крымским улусом Золотой Орды. Войска Генуи под командой капитана армады, «золотого рыцаря» (Cavaliere aurato) Карло Ломеллино приступом взяли город Чембало, где оборонялся гарнизон княжества Феодоро.

## Предыстория
По договору 1381 года хан Золотой Орды Тохтамыш, в благодарность за помощь против Мамая, отдал во владение Генуэзской республике побережье Готии. Это поставило в невыгодное положение находившееся в вассальных отношениях с Ордой княжество Феодоро, которое оказалось отрезано от морских портов. Недовольный таким положением, князь Феодоро Алексей Старший решил начать борьбу за выход к морю. В 1422—1423 годах, заручившись моральной поддержкой эмира Крымского улуса Золотой Орды, он начал военные действия против Генуи. Эта война не принесла феодоритам особого успеха, однако князь смог построить на побережье крепость-порт Каламиту.
Алексей действовал в союзе с ордынским наместником в Крыму Тегинэ-беем Ширинским. Полномасштабная война с Генуей требовала максимальной концентрации сил. В 1343—1344 годах, на самом пике могущества Золотой Орды, хан Джанибек не смог справиться с Кафой. Князь Алексей мог выставить около 1000 воинов, татары могли собрать около 3000-4000 воинов, но в одной только Кафе насчитывалось 6000 дворов. Стараясь создать большую коалицию, Тегинэ старался привлечь к кампании князя Свидригайло. Возможно, что и пребывание в Крыму князя Юрия Дмитриевича было частью этого плана.
Все планы по созданию большой коалиции расстроил результат спора о Великом княжении между князьями Василием Васильевичем и Юрием Дмитриевичем. В результате, в 1432 году Тегинэ рассорился с золотоордынским ханом Улуг-Мухаммедом и провозгласил ханом Хаджи Девлет Гирея. Провозглашение Хаджи Гирея давало возможность привлечь на службу множество «казаковавших» в степи огланов и найонов. В том же 1432 году князь Алексей установил контакт с Венецией, воевавшей с Генуей. Венецианцы даже направили в Крым эскадру из 4-х галер с целью «выяснить, что собирается предпринять господин Алексей, господин Готии, в пользу нашего государства».
Наконец, в 1433 году князь Алексей начал активные действия. В феврале под стенами генуэзской колонии Чембало появился небольшой отряд феодоритов. В городе вспыхнуло восстание, генуэзцы были изгнаны, а Чембало перешел под власть князя Алексея. Некоторые исследователи, основываясь на сообщении Аль-Макризио засухе, голоде и вспыхнувшей затем эпидемии чумы в Крыму, считают, что поводом к восстанию были голод и чума 1429 года, но такая версия признана маргинальной.
Консул Кафы Батисто де Фонари, являвшийся главным представителем Республики Святого Георгия в Крыму, попытался отбить Чембало, но потерпел фиаско. С захватом Чембало феодоритами возникал риск падения Солдайи, гарнизон которой по Уставу 1449 года имел всего порядка 45 человек (в конце XIV века численность гарнизона колебалась от 12 до 80 человек). В сложившейся ситуации консул направил депешу в Геную с просьбой о помощи.
Сообщение о падении Чембало стало неприятным ударом для правительства Республики. Население требовало от дожа Арондо и Совета старейшин скорых ответных действий, но Республика только что закончила не слишком удачную войну с коалицией Венеции, Флоренции и Арагона и не имела денег на снаряжение экспедиции. В итоге, деньги нашлись у Банка Сан-Джорджо, который рассчитывал взять крымские колонии под своё прямое управление и выделил правительству кредит на снаряжение экспедиции. Деньги банка позволяли нанять 20 кораблей и 6000 солдат, включая и членов экипажа. Начальником экспедиции стал капитан армады, «золотой рыцарь» (cavaliere aurato) Карло Ломеллино (Carlo Lomellino, Dominus Carolus Lomellinus), сын Набулеоне Ломеллино, правителя Корсики.
Подготовка экспедиции велась в тайне, но в ряды воинов внедрился венецианский шпион, донос которого содержит описание состава армии Генуи, маршруты и время передвижений. В начале марта 1434 года подготовка армады была закончена и она выступила на остров Хиос. В составе эскадры находились 10 нефов, 9 галер и 1 галиот. На острове эскадра ещё почти три месяца набирала экипажи и воинские команды из жителей архипелага. 30 мая 1434 года, пополнив эскадру ещё одним галиотом, капитан Ломеллино выступил к Босфору.
При выходе армады в Чёрное море один из галиотов был выслан в Синоп. На галиоте находился старший фортификатор, который объявил, что эскадра направляется в Трапезунд. Возможно, что помимо дезинформации, старший фортификатор получил от агентов в Синопе последние известия о состоянии Чембало. 4 июня 1434 года армада Генуи достигла Чембало.

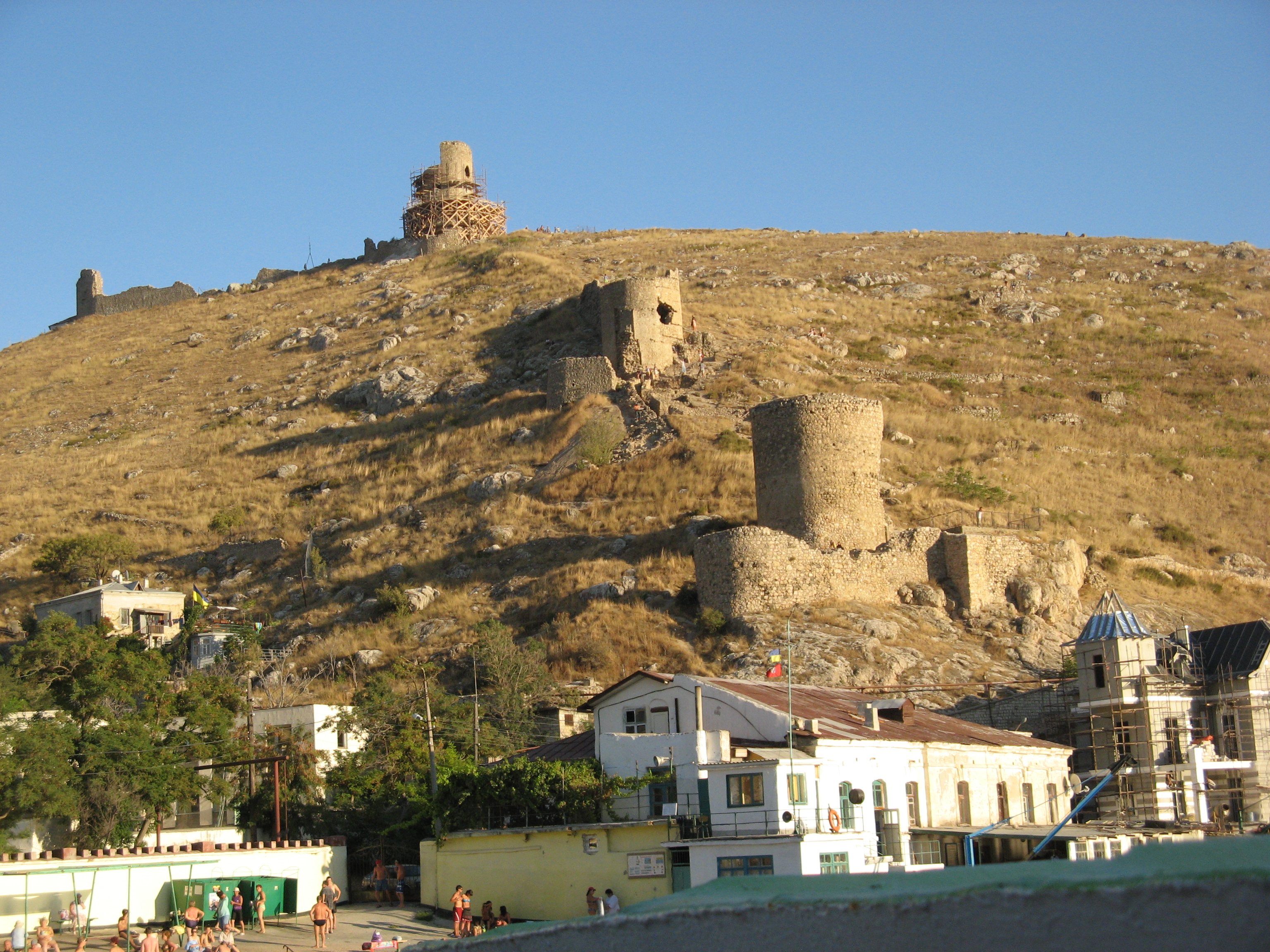
Современное состояние цитадели Чембало

## Фортификации Чембало
Чембало состоял из Верхнего города Николая Чудотворца и Нижнего города Георгия Победоносца. Верхний город, где находились консульский замок, ратуша и небольшая церковь, располагался на вершине утеса. С доступных сторон его окружали стены, примыкавшие к 200-метровому обрыву. В Нижнем городе узлом обороны и самым уязвимым местом была угловая башня, стоявшая в начале горного склона. От башни отходили две стены. Одна стена шла вдоль берега бухты, поворачивала на мысу и выходила в Верхний город. На мысу находилась башня с цепью, перекинутой на другую сторону бухты. Этой цепью перекрывали доступ в бухту кораблям. Вторая стена поднималась по горному склону на вершину горы Кастрон, где стояла 15-ти метровая башня-донжон. В донжоне находилась цистерна с водой, поступавшей из источника с соседней горы Спилия.

## Осада
В субботу 5 июня с нефов были спущены шлюпки со штурмовыми отрядами. Они направились ко входу в гавань, которая была перекрыта цепью. После ожесточенного боя генуэзцам удалось разрубить цепь и флот Республики вошел в гавань.
На следующий день, в воскресенье, на берег был высажен десант, который блокировал город. Осажденные попытались сделать вылазку, но были отбиты. В понедельник 7 июня началась осада. Генуэзцы сняли с кораблей несколько бомбард и сосредоточили огонь по одной из башен (вероятно, по нижней башне Города св. Георгия). К вечеру часть башни и участок примыкавшей стены обвалились. К этому моменту горожане начали сомневаться в целесообразности дальнейшего сопротивления и отправили к Карло Ломеллино делегацию. Горожане предлагали сдать город в обмен на сохранение жизни и имущества, но капитан отказал, заявив, что примет только безоговорочную капитуляцию.
8 июня армия Республики Святого Георгия пошла на штурм. Воспользовавшись тем, что всё внимание оборонявшихся было сосредоточено на разрушенной башне, генуэзцы захватили ворота города. Сын князя Алексея, командовавший гарнизоном, собрав остатки феодоритских солдат (ок. 70 человек), отступил в замок Святого Николая. В последней схватке на вершине утеса погибли все феодориты, кроме командира и нескольких знатных людей из его окружения. Захваченный город капитан отдал на разграбление, при котором, как пишет очевидец, «истреблены были многие граждане».

## Последствия
После занятия Чембало настала очередь феодоритского порта Каламиты. 9 июня часть галер вышла из бухты и высадила около Каламиты десант. Генуэзцы потребовали от горожан сдаться, на что получили ответ о готовности к сдаче при сохранении жизни и имущества. В этом случае жители обещали открыть ворота вечером 10 июня. Вторая часть генуэзской армии выступила из Чембало по суше. Достигнув города, генуэзцы выстроились в боевые порядки и двинулись на штурм. Сопротивления им никто не оказывал. Ворвавшись в город, солдаты Генуи обнаружили, что горожане ушли из города, забрав с собой все имущество. Оставшись без законных трофеев, генуэзцы предали город огню и вернулись в Чембало.
11 июня армия Республики выступила к Кафе. Сам капитан Ломеллино отправился вперед и 12 июня в Кафе созвал военный совет, на котором было принято решение наступать на Солхат — столицу Крымского улуса Золотой орды.